# Индиън Ривър (окръг, Флорида)
Окръг Индиън Ривър (на английски: Indian River County в превод „Окръг Индианска река“) е окръг в щата Флорида, Съединени американски щати. Площта му е 1598 km², а населението - 112 947 души (2000). Административен център е град Вийро Бийч.